# Jeanne de Marle
Pour les articles homonymes, voir Marle (homonymie).
Ne doit pas être confondu avec Jeanne de Bar.
Jeanne de Bar, née en 1415, morte en 1462, fut comtesse de Marle, de Soissons, vicomtesse de Meaux par sa mère, comtesse de Saint-Pol par son mariage, et dame d'Oisy, de Condé, Dunkerque, Bourbourg, Gravelines, etc.. Elle était fille unique de Robert de Bar — comte de Marle et de Soissons, sire d'Oisy, La Fère etc. par sa mère Marie Ire de Coucy, arrière-arrière-petite-fille d'Enguerrand V ; et par son père Henri de Bar, héritier de nombreuses seigneuries flamandes venues de son trisaïeul Robert de Cassel — et de Jeanne de Béthune, vicomtesse de Meaux, dame de La Ferté-sous-Jouarre et Condé-en-Brie, fille de Robert VIII de Bethune-Locres de Vendeuil (fils de Jean Ier de Béthune-Locres et de Jeanne de Coucy-Meaux, fille d'Enguerrand de Coucy, vicomte de Meaux, sire de La Ferté et de Condé, et petite-fille d'Enguerrand V).
Son père mourut l'année de sa naissance, tué à la bataille d'Azincourt et sa mère se remaria en 1418 avec Jean II de Luxembourg, comte de Ligny. Quelques années plus tôt, son père avait renoncé au duché de Bar, mais en posant comme condition que si Édouard III et Louis de Bar, les deux fils alors survivants du duc Robert Ier de Bar, mouraient sans descendance mâle, il s'autorisait à prétendre à la succession. Édouard III était mort à Azincourt, et Louis de Bar, destiné à une carrière ecclésiastique (il fut évêque et cardinal), ne se maria pas, mais désigna en 1420 comme successeur en Barrois son petit-neveu René d'Anjou. Jeanne de Bar décida alors de revendiquer le Barrois.
Jean de Luxembourg, tuteur de Jeanne et défenseur de ses intérêts, tentait également d'obtenir le versement du solde du par Charles Ier d'Orléans, fils de Louis Ier d'Orléans qui avait acheté à sa grand-mère Marie Ire de Coucy, la terre de Coucy, sans en avoir payé la totalité, malgré les démarches faites en ce sens par le père de Jeanne. En 1440, il semble que ce soit chose faite, Charles d'Orléans déclarant être en possession de la terre de Coucy, également revendiquée par Isabelle de Lorraine, seconde épouse d'Enguerrand VII de Coucy, aïeul de Jeanne, et douairière de cette terre.
Il existait un autre litige entre Jean de Luxembourg et René d'Anjou, concernant la possession du comté de Guise. Jean de Luxembourg se fit confirmer la possession de Guise par le duc de Bedford, puis attaqua et prit le château en 1425. Ce n'est qu'en 1433 qu'un arrangement définitif eut lieu : en échange de la renonciation de Jeanne de Bar au Barrois, René renonce au comté de Guise. Cette même année mourut Pierre de Luxembourg, comte de Saint-Pol et frère de Jean de Luxembourg. Il laissa un fils de quinze ans Louis de Luxembourg (° 1418 † 1475) dont Jean se fit le protecteur. Jean de Luxembourg étant sans fils, il désigna Louis comme son successeur et arrangea le mariage entre Louis de Luxembourg-Ligny-St-Pol et Jeanne de Bar.
Ce mariage fut célébré le 16 juillet 1435 et les époux eurent :
- Jean († 1476), comte de Marle et de Soissons ;
- Pierre II († 1482), comte de Saint-Pol, de Soissons et de Marle, père de Marie, comtesse de Vendôme ;
- Charles (° 1447 † 1509), archevêque de Laon ;
- Antoine († 1519), comte de Roussy, de Brienne puis de Ligny ;
- Jacqueline († 1511), mariée en 1455 à Philippe de Croy († 1511), comte de Porcien ;
- Hélène († 1488), marié en 1466 à Jean de Savoie († 1491), baron de Faucigny.

Elle rédige son testament le 23 septembre 1458 et y est dénommée dame d'Oisy.

## Source
- Georges Poull, La Maison souveraine et ducale de Bar, 1994 [détail de l’édition].
- J.-J. Carlier, « Henri d'Oisy, fragment d'études historiques », Mémoire de la Société dunkerquoise pour l'encouragement des sciences, des lettres et des arts,‎ 1858, p. 81-243 (lire en ligne).